# Royal Warrant of Appointment (Reino Unido)

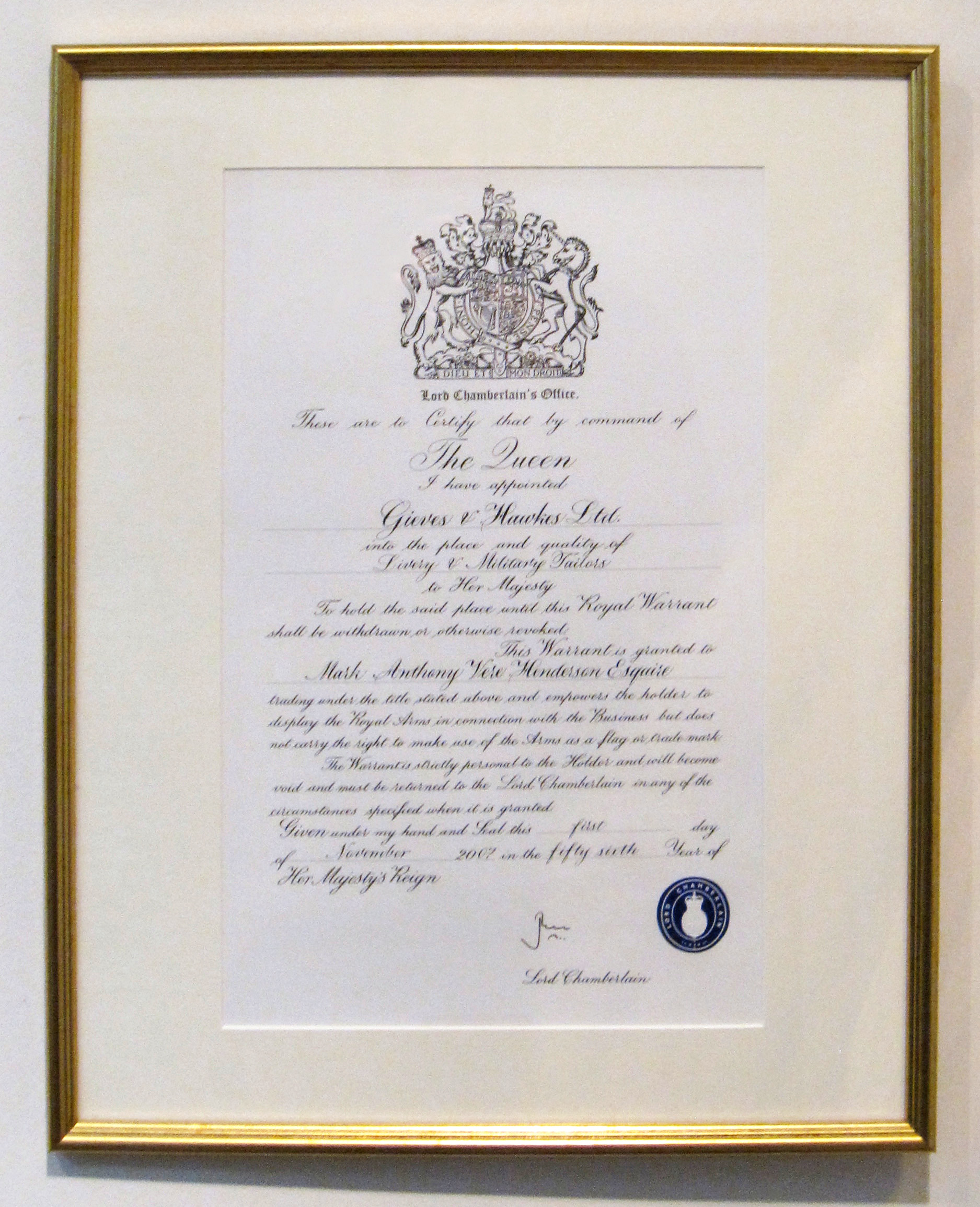
A Royal Warrant of Appointment concedida pela Rainha à Gieves & Hawkes

Royal Warrant of Appointment (literalmente "Mandados Reais de Nomeação") têm sido emitidos desde o século XV para aqueles que fornecem bens ou serviços para uma corte real ou certos personagens reais. O mandado REAL permite ao fornecedor anunciar o fato de fornecer para a família real, prestando prestígio à marca e/ou fornecedor. No Reino Unido, as emissões são atualmente feitas pelos três membros mais antigos da família real britânica para empresas ou comerciantes que fornecem bens e serviços para indivíduos da família.
Os fornecedores cobram normalmente por seus bens e serviços - um mandado não significa que eles fornecem bens e serviços gratuitamente. O mandado é normalmente anunciado em outdoors ou painéis da empresa em inglês britânico, papéis timbrados e produtos exibindo o brasão ou o emblema heráldico do personagem real, conforme apropriado. Embaixo do brasão geralmente aparece a frase "Por Nomeação para ..." seguida do título e nome do cliente real e, a seguir, quais mercadorias são fornecidas. Nenhum outro detalhe do que é fornecido pode ser dado.

## Histórico
A concessão de "Royal Patronage" ("patrocínio real") ou "Royal Charter" ("carta real") era praticada em toda a Europa desde o início do período medieval. No início, porém, o patrocínio real era concedido principalmente aos que trabalhavam com artes. As cartas reais começaram a substituir o patrocínio real por volta do século XII. As primeiras cartas foram concedidas às guildas comerciais, com a primeira carta real britânica registrada sendo concedida à Weavers' Company em 1155 por Henry II da Inglaterra.
No [século XV]], o Royal Warrant of Appointment substituiu a Royal Charter na Inglaterra, fornecendo um sistema mais formalizado de reconhecimento. Sob um "Mandado Real", o Lord Chamberlain nomeou comerciantes como fornecedores para a casa real. O impressor William Caxton foi um dos primeiros destinatários de um Mandado Real quando se tornou o impressor do rei em 1476. Um dos primeiros monarcas a conceder um mandado foi o rei Carlos II da Inglaterra.
Um mandado real envia um forte sinal público de que o proprietário fornece bens de qualidade aceitável para uso na casa real e, por inferência, inspirou a confiança do público em geral. Em uma época em que a qualidade do produto era uma questão pública, um mandado real imbuiu os fornecedores de um sinal independente de valor. Por volta do século XVIII, fabricantes de mercado de massa, como Josiah Wedgwood e Matthew Boulton, reconheceram o valor de fornecer royalties, muitas vezes a preços bem abaixo do custo, por causa da publicidade e elogios que gerava. Os mandados reais tornaram-se muito procurados e os fabricantes começaram a exibir ativamente as armas reais em suas instalações, embalagens e rótulos. Em 1840, as regras relativas à exibição de armas reais foram reforçadas para evitar reivindicações fraudulentas. No início do século XIX, durante o reinado da Rainha Vitória, o número de mandados reais concedidos aumentou rapidamente com a concessão de 2.000 mandados. Desde 1885, uma lista anual de detentores de bônus de subscrição foi publicada no London Gazette.
Os fabricantes de alimentos e bebidas têm sido alguns dos mais importantes fornecedores de mandados do palácio. Fornecedores de alimentos e bebidas de alto nível com garantia real incluem Cadbury; Twinings of London; Bollinger; Fortnum & Mason; Heinz; Tanqueray Gordon & Co e Schweppes. Os fornecedores não alimentícios com garantias reais incluem: Aston Martin; Land Rover; Carros Jaguar; Chuteiras; Tapetes Axminster; Paragon China; The Irish Linen Company and Yardley de Londres.